# Astrangia woodsi
Espèce
Statut CITES
Astrangia woodsi  est une espèce de coraux appartenant à la famille des Rhizangiidae.